# Колодязьки
Колодя́зьки — село в Україні, у Житомирському районі Житомирської області. Входить до складу Коростишівської міської громади. Населення становить 118 осіб.

## Населення

### Мова
Розподіл населення за рідною мовою за даними перепису 2001 року:
| Мова       | Кількість | Відсоток |
| ---------- | --------- | -------- |
| українська | 113       | 95.76%   |
| російська  | 5         | 4.24%    |
| Усього     | 118       | 100%     |

## Географія
На південно-східній стороні від села річка Коханівка впадає у Тетерів.